# Austrozele
Austrozele is een geslacht van insecten uit de orde vliesvleugeligen (Hymenoptera) en de familie schildwespen (Braconidae).

## Soorten
- A. adustus van Achterberg, 1993
- A. brevicaudis (Szepligeti, 1902)
- A. calvatus van Achterberg, 1993
- A. carinifrons (Enderlein, 1920)
- A. filicornis (Cameron, 1903)
- A. fuscivertex (Enderlein, 1920)
- A. griseipes (Enderlein, 1920)
- A. koreanus van Achterberg, 1993
- A. longipalpis van Achterberg, 1993
- A. longipes (Holmgren, 1868)
- A. maculiceps (Cameron, 1912)
- A. nigricans He & Chen, 2000
- A. nigricauda (Enderlein, 1920)
- A. nipponensis van Achterberg, 1993
- A. shaanxiensis He & Chen, 2000
- A. soror (Mason, 1976)
- A. spinosus (Sharma, 1982)
- A. straminea (Enderlein, 1920)
- A. takasuae van Achterberg, 1993
- A. uniformis (Provancher, 1880)